# Аронин, Лев Соломонович
Лев Соломонович Аронин (20 июля 1920, Самара — 4 октября 1982, Москва) — советский шахматист, международный мастер (1950).

## Биография
Родился в многодетной семье. Братья: Григорий и Ефим (1915—1989), впоследствии главный специалист технического отдела проектного института «Средволгогипроводхоз».
Научился играть в шахматы, когда учился в 1 классе. Получил 1-ю категорию еще во время учебы в школе.
В 1938 г. переехал в Москву. Окончил физико-математический факультет Московского педагогического института. Работал инженером-метеорологом.
В конце 1930-х гг. активно выступал в московских соревнованиях. Стал чемпионом педагогического института. В 1941 г. выполнил норму кандидата в мастера спорта.
Во время Великой Отечественной войны служил в РККА.
В 1946 г. стал призёром полуфинала чемпионата СССР, выполнил норму мастера спорта СССР и добился права участвовать в чемпионате страны.
В конце 1950-е гг. входил в число сильнейших шахматистов СССР. По мнению гроссмейстера Ю. Л. Авербаха, Аронин «несомненно, был шахматистом гроссмейстерского класса».
Выступал в соревнованиях до начала 1970-х гг.

### Шахматная деятельность
Серебряный призёр чемпионата СССР 1950 г. (всего участвовал в 8 чемпионатах страны). Неоднократный победитель полуфиналов чемпионатов СССР.
Чемпион РСФСР 1952 г. Серебряный призёр чемпионата РСФСР 1950 г. Бронзовый призёр чемпионата РСФСР 1953 г.
Серебряный призёр чемпионата Украинской ССР 1946 г.
Чемпион Москвы 1965 г. Бронзовый призёр чемпионата Москвы 1961 г.
Многократный чемпион ДСО «Локомотив».
Победитель всесоюзного турнира 1-й категории 1945 г. и всесоюзного турнира кандидатов в мастера спорта 1946 г.
В составе сборной РСФСР победитель командного чемпионата СССР 1951 г., бронзовый призёр командного чемпионата СССР 1948 г. В составе сборной Москвы бронзовый призёр командного чемпионата СССР 1962 г. Также в составе республиканской сборной участник международного матча со сборной Болгарии (1957 г.).
В составе сборной СССР победитель командного чемпионата Европы 1957 г.
Известен как шахматный теоретик. Внёс вклад в теорию испанской партии, сицилианской и староиндийской защит и других дебютов.

### Инцидент с отбором в межзональный турнир
|   | a | b | c | d | e | f | g | h |   |
| - | --- | --- | --- | --- | --- | --- | --- | --- | - |
| 8 | g8 белая ладья · a7 чёрная пешка · d7 чёрная ладья · g7 чёрный слон · h7 чёрный король · c6 чёрная пешка · f6 чёрная пешка · e5 чёрная пешка · f5 белый конь · g5 чёрная пешка · b4 чёрная пешка · e4 белая пешка · h4 чёрная пешка · b3 белая пешка · h3 белая пешка · b2 белая пешка · c2 белая пешка · f2 белая пешка · g2 белая пешка · f1 белый король | g8 белая ладья · a7 чёрная пешка · d7 чёрная ладья · g7 чёрный слон · h7 чёрный король · c6 чёрная пешка · f6 чёрная пешка · e5 чёрная пешка · f5 белый конь · g5 чёрная пешка · b4 чёрная пешка · e4 белая пешка · h4 чёрная пешка · b3 белая пешка · h3 белая пешка · b2 белая пешка · c2 белая пешка · f2 белая пешка · g2 белая пешка · f1 белый король | g8 белая ладья · a7 чёрная пешка · d7 чёрная ладья · g7 чёрный слон · h7 чёрный король · c6 чёрная пешка · f6 чёрная пешка · e5 чёрная пешка · f5 белый конь · g5 чёрная пешка · b4 чёрная пешка · e4 белая пешка · h4 чёрная пешка · b3 белая пешка · h3 белая пешка · b2 белая пешка · c2 белая пешка · f2 белая пешка · g2 белая пешка · f1 белый король | g8 белая ладья · a7 чёрная пешка · d7 чёрная ладья · g7 чёрный слон · h7 чёрный король · c6 чёрная пешка · f6 чёрная пешка · e5 чёрная пешка · f5 белый конь · g5 чёрная пешка · b4 чёрная пешка · e4 белая пешка · h4 чёрная пешка · b3 белая пешка · h3 белая пешка · b2 белая пешка · c2 белая пешка · f2 белая пешка · g2 белая пешка · f1 белый король | g8 белая ладья · a7 чёрная пешка · d7 чёрная ладья · g7 чёрный слон · h7 чёрный король · c6 чёрная пешка · f6 чёрная пешка · e5 чёрная пешка · f5 белый конь · g5 чёрная пешка · b4 чёрная пешка · e4 белая пешка · h4 чёрная пешка · b3 белая пешка · h3 белая пешка · b2 белая пешка · c2 белая пешка · f2 белая пешка · g2 белая пешка · f1 белый король | g8 белая ладья · a7 чёрная пешка · d7 чёрная ладья · g7 чёрный слон · h7 чёрный король · c6 чёрная пешка · f6 чёрная пешка · e5 чёрная пешка · f5 белый конь · g5 чёрная пешка · b4 чёрная пешка · e4 белая пешка · h4 чёрная пешка · b3 белая пешка · h3 белая пешка · b2 белая пешка · c2 белая пешка · f2 белая пешка · g2 белая пешка · f1 белый король | g8 белая ладья · a7 чёрная пешка · d7 чёрная ладья · g7 чёрный слон · h7 чёрный король · c6 чёрная пешка · f6 чёрная пешка · e5 чёрная пешка · f5 белый конь · g5 чёрная пешка · b4 чёрная пешка · e4 белая пешка · h4 чёрная пешка · b3 белая пешка · h3 белая пешка · b2 белая пешка · c2 белая пешка · f2 белая пешка · g2 белая пешка · f1 белый король | g8 белая ладья · a7 чёрная пешка · d7 чёрная ладья · g7 чёрный слон · h7 чёрный король · c6 чёрная пешка · f6 чёрная пешка · e5 чёрная пешка · f5 белый конь · g5 чёрная пешка · b4 чёрная пешка · e4 белая пешка · h4 чёрная пешка · b3 белая пешка · h3 белая пешка · b2 белая пешка · c2 белая пешка · f2 белая пешка · g2 белая пешка · f1 белый король | 8 |
| 7 | g8 белая ладья · a7 чёрная пешка · d7 чёрная ладья · g7 чёрный слон · h7 чёрный король · c6 чёрная пешка · f6 чёрная пешка · e5 чёрная пешка · f5 белый конь · g5 чёрная пешка · b4 чёрная пешка · e4 белая пешка · h4 чёрная пешка · b3 белая пешка · h3 белая пешка · b2 белая пешка · c2 белая пешка · f2 белая пешка · g2 белая пешка · f1 белый король | g8 белая ладья · a7 чёрная пешка · d7 чёрная ладья · g7 чёрный слон · h7 чёрный король · c6 чёрная пешка · f6 чёрная пешка · e5 чёрная пешка · f5 белый конь · g5 чёрная пешка · b4 чёрная пешка · e4 белая пешка · h4 чёрная пешка · b3 белая пешка · h3 белая пешка · b2 белая пешка · c2 белая пешка · f2 белая пешка · g2 белая пешка · f1 белый король | g8 белая ладья · a7 чёрная пешка · d7 чёрная ладья · g7 чёрный слон · h7 чёрный король · c6 чёрная пешка · f6 чёрная пешка · e5 чёрная пешка · f5 белый конь · g5 чёрная пешка · b4 чёрная пешка · e4 белая пешка · h4 чёрная пешка · b3 белая пешка · h3 белая пешка · b2 белая пешка · c2 белая пешка · f2 белая пешка · g2 белая пешка · f1 белый король | g8 белая ладья · a7 чёрная пешка · d7 чёрная ладья · g7 чёрный слон · h7 чёрный король · c6 чёрная пешка · f6 чёрная пешка · e5 чёрная пешка · f5 белый конь · g5 чёрная пешка · b4 чёрная пешка · e4 белая пешка · h4 чёрная пешка · b3 белая пешка · h3 белая пешка · b2 белая пешка · c2 белая пешка · f2 белая пешка · g2 белая пешка · f1 белый король | g8 белая ладья · a7 чёрная пешка · d7 чёрная ладья · g7 чёрный слон · h7 чёрный король · c6 чёрная пешка · f6 чёрная пешка · e5 чёрная пешка · f5 белый конь · g5 чёрная пешка · b4 чёрная пешка · e4 белая пешка · h4 чёрная пешка · b3 белая пешка · h3 белая пешка · b2 белая пешка · c2 белая пешка · f2 белая пешка · g2 белая пешка · f1 белый король | g8 белая ладья · a7 чёрная пешка · d7 чёрная ладья · g7 чёрный слон · h7 чёрный король · c6 чёрная пешка · f6 чёрная пешка · e5 чёрная пешка · f5 белый конь · g5 чёрная пешка · b4 чёрная пешка · e4 белая пешка · h4 чёрная пешка · b3 белая пешка · h3 белая пешка · b2 белая пешка · c2 белая пешка · f2 белая пешка · g2 белая пешка · f1 белый король | g8 белая ладья · a7 чёрная пешка · d7 чёрная ладья · g7 чёрный слон · h7 чёрный король · c6 чёрная пешка · f6 чёрная пешка · e5 чёрная пешка · f5 белый конь · g5 чёрная пешка · b4 чёрная пешка · e4 белая пешка · h4 чёрная пешка · b3 белая пешка · h3 белая пешка · b2 белая пешка · c2 белая пешка · f2 белая пешка · g2 белая пешка · f1 белый король | g8 белая ладья · a7 чёрная пешка · d7 чёрная ладья · g7 чёрный слон · h7 чёрный король · c6 чёрная пешка · f6 чёрная пешка · e5 чёрная пешка · f5 белый конь · g5 чёрная пешка · b4 чёрная пешка · e4 белая пешка · h4 чёрная пешка · b3 белая пешка · h3 белая пешка · b2 белая пешка · c2 белая пешка · f2 белая пешка · g2 белая пешка · f1 белый король | 7 |
| 6 | g8 белая ладья · a7 чёрная пешка · d7 чёрная ладья · g7 чёрный слон · h7 чёрный король · c6 чёрная пешка · f6 чёрная пешка · e5 чёрная пешка · f5 белый конь · g5 чёрная пешка · b4 чёрная пешка · e4 белая пешка · h4 чёрная пешка · b3 белая пешка · h3 белая пешка · b2 белая пешка · c2 белая пешка · f2 белая пешка · g2 белая пешка · f1 белый король | g8 белая ладья · a7 чёрная пешка · d7 чёрная ладья · g7 чёрный слон · h7 чёрный король · c6 чёрная пешка · f6 чёрная пешка · e5 чёрная пешка · f5 белый конь · g5 чёрная пешка · b4 чёрная пешка · e4 белая пешка · h4 чёрная пешка · b3 белая пешка · h3 белая пешка · b2 белая пешка · c2 белая пешка · f2 белая пешка · g2 белая пешка · f1 белый король | g8 белая ладья · a7 чёрная пешка · d7 чёрная ладья · g7 чёрный слон · h7 чёрный король · c6 чёрная пешка · f6 чёрная пешка · e5 чёрная пешка · f5 белый конь · g5 чёрная пешка · b4 чёрная пешка · e4 белая пешка · h4 чёрная пешка · b3 белая пешка · h3 белая пешка · b2 белая пешка · c2 белая пешка · f2 белая пешка · g2 белая пешка · f1 белый король | g8 белая ладья · a7 чёрная пешка · d7 чёрная ладья · g7 чёрный слон · h7 чёрный король · c6 чёрная пешка · f6 чёрная пешка · e5 чёрная пешка · f5 белый конь · g5 чёрная пешка · b4 чёрная пешка · e4 белая пешка · h4 чёрная пешка · b3 белая пешка · h3 белая пешка · b2 белая пешка · c2 белая пешка · f2 белая пешка · g2 белая пешка · f1 белый король | g8 белая ладья · a7 чёрная пешка · d7 чёрная ладья · g7 чёрный слон · h7 чёрный король · c6 чёрная пешка · f6 чёрная пешка · e5 чёрная пешка · f5 белый конь · g5 чёрная пешка · b4 чёрная пешка · e4 белая пешка · h4 чёрная пешка · b3 белая пешка · h3 белая пешка · b2 белая пешка · c2 белая пешка · f2 белая пешка · g2 белая пешка · f1 белый король | g8 белая ладья · a7 чёрная пешка · d7 чёрная ладья · g7 чёрный слон · h7 чёрный король · c6 чёрная пешка · f6 чёрная пешка · e5 чёрная пешка · f5 белый конь · g5 чёрная пешка · b4 чёрная пешка · e4 белая пешка · h4 чёрная пешка · b3 белая пешка · h3 белая пешка · b2 белая пешка · c2 белая пешка · f2 белая пешка · g2 белая пешка · f1 белый король | g8 белая ладья · a7 чёрная пешка · d7 чёрная ладья · g7 чёрный слон · h7 чёрный король · c6 чёрная пешка · f6 чёрная пешка · e5 чёрная пешка · f5 белый конь · g5 чёрная пешка · b4 чёрная пешка · e4 белая пешка · h4 чёрная пешка · b3 белая пешка · h3 белая пешка · b2 белая пешка · c2 белая пешка · f2 белая пешка · g2 белая пешка · f1 белый король | g8 белая ладья · a7 чёрная пешка · d7 чёрная ладья · g7 чёрный слон · h7 чёрный король · c6 чёрная пешка · f6 чёрная пешка · e5 чёрная пешка · f5 белый конь · g5 чёрная пешка · b4 чёрная пешка · e4 белая пешка · h4 чёрная пешка · b3 белая пешка · h3 белая пешка · b2 белая пешка · c2 белая пешка · f2 белая пешка · g2 белая пешка · f1 белый король | 6 |
| 5 | g8 белая ладья · a7 чёрная пешка · d7 чёрная ладья · g7 чёрный слон · h7 чёрный король · c6 чёрная пешка · f6 чёрная пешка · e5 чёрная пешка · f5 белый конь · g5 чёрная пешка · b4 чёрная пешка · e4 белая пешка · h4 чёрная пешка · b3 белая пешка · h3 белая пешка · b2 белая пешка · c2 белая пешка · f2 белая пешка · g2 белая пешка · f1 белый король | g8 белая ладья · a7 чёрная пешка · d7 чёрная ладья · g7 чёрный слон · h7 чёрный король · c6 чёрная пешка · f6 чёрная пешка · e5 чёрная пешка · f5 белый конь · g5 чёрная пешка · b4 чёрная пешка · e4 белая пешка · h4 чёрная пешка · b3 белая пешка · h3 белая пешка · b2 белая пешка · c2 белая пешка · f2 белая пешка · g2 белая пешка · f1 белый король | g8 белая ладья · a7 чёрная пешка · d7 чёрная ладья · g7 чёрный слон · h7 чёрный король · c6 чёрная пешка · f6 чёрная пешка · e5 чёрная пешка · f5 белый конь · g5 чёрная пешка · b4 чёрная пешка · e4 белая пешка · h4 чёрная пешка · b3 белая пешка · h3 белая пешка · b2 белая пешка · c2 белая пешка · f2 белая пешка · g2 белая пешка · f1 белый король | g8 белая ладья · a7 чёрная пешка · d7 чёрная ладья · g7 чёрный слон · h7 чёрный король · c6 чёрная пешка · f6 чёрная пешка · e5 чёрная пешка · f5 белый конь · g5 чёрная пешка · b4 чёрная пешка · e4 белая пешка · h4 чёрная пешка · b3 белая пешка · h3 белая пешка · b2 белая пешка · c2 белая пешка · f2 белая пешка · g2 белая пешка · f1 белый король | g8 белая ладья · a7 чёрная пешка · d7 чёрная ладья · g7 чёрный слон · h7 чёрный король · c6 чёрная пешка · f6 чёрная пешка · e5 чёрная пешка · f5 белый конь · g5 чёрная пешка · b4 чёрная пешка · e4 белая пешка · h4 чёрная пешка · b3 белая пешка · h3 белая пешка · b2 белая пешка · c2 белая пешка · f2 белая пешка · g2 белая пешка · f1 белый король | g8 белая ладья · a7 чёрная пешка · d7 чёрная ладья · g7 чёрный слон · h7 чёрный король · c6 чёрная пешка · f6 чёрная пешка · e5 чёрная пешка · f5 белый конь · g5 чёрная пешка · b4 чёрная пешка · e4 белая пешка · h4 чёрная пешка · b3 белая пешка · h3 белая пешка · b2 белая пешка · c2 белая пешка · f2 белая пешка · g2 белая пешка · f1 белый король | g8 белая ладья · a7 чёрная пешка · d7 чёрная ладья · g7 чёрный слон · h7 чёрный король · c6 чёрная пешка · f6 чёрная пешка · e5 чёрная пешка · f5 белый конь · g5 чёрная пешка · b4 чёрная пешка · e4 белая пешка · h4 чёрная пешка · b3 белая пешка · h3 белая пешка · b2 белая пешка · c2 белая пешка · f2 белая пешка · g2 белая пешка · f1 белый король | g8 белая ладья · a7 чёрная пешка · d7 чёрная ладья · g7 чёрный слон · h7 чёрный король · c6 чёрная пешка · f6 чёрная пешка · e5 чёрная пешка · f5 белый конь · g5 чёрная пешка · b4 чёрная пешка · e4 белая пешка · h4 чёрная пешка · b3 белая пешка · h3 белая пешка · b2 белая пешка · c2 белая пешка · f2 белая пешка · g2 белая пешка · f1 белый король | 5 |
| 4 | g8 белая ладья · a7 чёрная пешка · d7 чёрная ладья · g7 чёрный слон · h7 чёрный король · c6 чёрная пешка · f6 чёрная пешка · e5 чёрная пешка · f5 белый конь · g5 чёрная пешка · b4 чёрная пешка · e4 белая пешка · h4 чёрная пешка · b3 белая пешка · h3 белая пешка · b2 белая пешка · c2 белая пешка · f2 белая пешка · g2 белая пешка · f1 белый король | g8 белая ладья · a7 чёрная пешка · d7 чёрная ладья · g7 чёрный слон · h7 чёрный король · c6 чёрная пешка · f6 чёрная пешка · e5 чёрная пешка · f5 белый конь · g5 чёрная пешка · b4 чёрная пешка · e4 белая пешка · h4 чёрная пешка · b3 белая пешка · h3 белая пешка · b2 белая пешка · c2 белая пешка · f2 белая пешка · g2 белая пешка · f1 белый король | g8 белая ладья · a7 чёрная пешка · d7 чёрная ладья · g7 чёрный слон · h7 чёрный король · c6 чёрная пешка · f6 чёрная пешка · e5 чёрная пешка · f5 белый конь · g5 чёрная пешка · b4 чёрная пешка · e4 белая пешка · h4 чёрная пешка · b3 белая пешка · h3 белая пешка · b2 белая пешка · c2 белая пешка · f2 белая пешка · g2 белая пешка · f1 белый король | g8 белая ладья · a7 чёрная пешка · d7 чёрная ладья · g7 чёрный слон · h7 чёрный король · c6 чёрная пешка · f6 чёрная пешка · e5 чёрная пешка · f5 белый конь · g5 чёрная пешка · b4 чёрная пешка · e4 белая пешка · h4 чёрная пешка · b3 белая пешка · h3 белая пешка · b2 белая пешка · c2 белая пешка · f2 белая пешка · g2 белая пешка · f1 белый король | g8 белая ладья · a7 чёрная пешка · d7 чёрная ладья · g7 чёрный слон · h7 чёрный король · c6 чёрная пешка · f6 чёрная пешка · e5 чёрная пешка · f5 белый конь · g5 чёрная пешка · b4 чёрная пешка · e4 белая пешка · h4 чёрная пешка · b3 белая пешка · h3 белая пешка · b2 белая пешка · c2 белая пешка · f2 белая пешка · g2 белая пешка · f1 белый король | g8 белая ладья · a7 чёрная пешка · d7 чёрная ладья · g7 чёрный слон · h7 чёрный король · c6 чёрная пешка · f6 чёрная пешка · e5 чёрная пешка · f5 белый конь · g5 чёрная пешка · b4 чёрная пешка · e4 белая пешка · h4 чёрная пешка · b3 белая пешка · h3 белая пешка · b2 белая пешка · c2 белая пешка · f2 белая пешка · g2 белая пешка · f1 белый король | g8 белая ладья · a7 чёрная пешка · d7 чёрная ладья · g7 чёрный слон · h7 чёрный король · c6 чёрная пешка · f6 чёрная пешка · e5 чёрная пешка · f5 белый конь · g5 чёрная пешка · b4 чёрная пешка · e4 белая пешка · h4 чёрная пешка · b3 белая пешка · h3 белая пешка · b2 белая пешка · c2 белая пешка · f2 белая пешка · g2 белая пешка · f1 белый король | g8 белая ладья · a7 чёрная пешка · d7 чёрная ладья · g7 чёрный слон · h7 чёрный король · c6 чёрная пешка · f6 чёрная пешка · e5 чёрная пешка · f5 белый конь · g5 чёрная пешка · b4 чёрная пешка · e4 белая пешка · h4 чёрная пешка · b3 белая пешка · h3 белая пешка · b2 белая пешка · c2 белая пешка · f2 белая пешка · g2 белая пешка · f1 белый король | 4 |
| 3 | g8 белая ладья · a7 чёрная пешка · d7 чёрная ладья · g7 чёрный слон · h7 чёрный король · c6 чёрная пешка · f6 чёрная пешка · e5 чёрная пешка · f5 белый конь · g5 чёрная пешка · b4 чёрная пешка · e4 белая пешка · h4 чёрная пешка · b3 белая пешка · h3 белая пешка · b2 белая пешка · c2 белая пешка · f2 белая пешка · g2 белая пешка · f1 белый король | g8 белая ладья · a7 чёрная пешка · d7 чёрная ладья · g7 чёрный слон · h7 чёрный король · c6 чёрная пешка · f6 чёрная пешка · e5 чёрная пешка · f5 белый конь · g5 чёрная пешка · b4 чёрная пешка · e4 белая пешка · h4 чёрная пешка · b3 белая пешка · h3 белая пешка · b2 белая пешка · c2 белая пешка · f2 белая пешка · g2 белая пешка · f1 белый король | g8 белая ладья · a7 чёрная пешка · d7 чёрная ладья · g7 чёрный слон · h7 чёрный король · c6 чёрная пешка · f6 чёрная пешка · e5 чёрная пешка · f5 белый конь · g5 чёрная пешка · b4 чёрная пешка · e4 белая пешка · h4 чёрная пешка · b3 белая пешка · h3 белая пешка · b2 белая пешка · c2 белая пешка · f2 белая пешка · g2 белая пешка · f1 белый король | g8 белая ладья · a7 чёрная пешка · d7 чёрная ладья · g7 чёрный слон · h7 чёрный король · c6 чёрная пешка · f6 чёрная пешка · e5 чёрная пешка · f5 белый конь · g5 чёрная пешка · b4 чёрная пешка · e4 белая пешка · h4 чёрная пешка · b3 белая пешка · h3 белая пешка · b2 белая пешка · c2 белая пешка · f2 белая пешка · g2 белая пешка · f1 белый король | g8 белая ладья · a7 чёрная пешка · d7 чёрная ладья · g7 чёрный слон · h7 чёрный король · c6 чёрная пешка · f6 чёрная пешка · e5 чёрная пешка · f5 белый конь · g5 чёрная пешка · b4 чёрная пешка · e4 белая пешка · h4 чёрная пешка · b3 белая пешка · h3 белая пешка · b2 белая пешка · c2 белая пешка · f2 белая пешка · g2 белая пешка · f1 белый король | g8 белая ладья · a7 чёрная пешка · d7 чёрная ладья · g7 чёрный слон · h7 чёрный король · c6 чёрная пешка · f6 чёрная пешка · e5 чёрная пешка · f5 белый конь · g5 чёрная пешка · b4 чёрная пешка · e4 белая пешка · h4 чёрная пешка · b3 белая пешка · h3 белая пешка · b2 белая пешка · c2 белая пешка · f2 белая пешка · g2 белая пешка · f1 белый король | g8 белая ладья · a7 чёрная пешка · d7 чёрная ладья · g7 чёрный слон · h7 чёрный король · c6 чёрная пешка · f6 чёрная пешка · e5 чёрная пешка · f5 белый конь · g5 чёрная пешка · b4 чёрная пешка · e4 белая пешка · h4 чёрная пешка · b3 белая пешка · h3 белая пешка · b2 белая пешка · c2 белая пешка · f2 белая пешка · g2 белая пешка · f1 белый король | g8 белая ладья · a7 чёрная пешка · d7 чёрная ладья · g7 чёрный слон · h7 чёрный король · c6 чёрная пешка · f6 чёрная пешка · e5 чёрная пешка · f5 белый конь · g5 чёрная пешка · b4 чёрная пешка · e4 белая пешка · h4 чёрная пешка · b3 белая пешка · h3 белая пешка · b2 белая пешка · c2 белая пешка · f2 белая пешка · g2 белая пешка · f1 белый король | 3 |
| 2 | g8 белая ладья · a7 чёрная пешка · d7 чёрная ладья · g7 чёрный слон · h7 чёрный король · c6 чёрная пешка · f6 чёрная пешка · e5 чёрная пешка · f5 белый конь · g5 чёрная пешка · b4 чёрная пешка · e4 белая пешка · h4 чёрная пешка · b3 белая пешка · h3 белая пешка · b2 белая пешка · c2 белая пешка · f2 белая пешка · g2 белая пешка · f1 белый король | g8 белая ладья · a7 чёрная пешка · d7 чёрная ладья · g7 чёрный слон · h7 чёрный король · c6 чёрная пешка · f6 чёрная пешка · e5 чёрная пешка · f5 белый конь · g5 чёрная пешка · b4 чёрная пешка · e4 белая пешка · h4 чёрная пешка · b3 белая пешка · h3 белая пешка · b2 белая пешка · c2 белая пешка · f2 белая пешка · g2 белая пешка · f1 белый король | g8 белая ладья · a7 чёрная пешка · d7 чёрная ладья · g7 чёрный слон · h7 чёрный король · c6 чёрная пешка · f6 чёрная пешка · e5 чёрная пешка · f5 белый конь · g5 чёрная пешка · b4 чёрная пешка · e4 белая пешка · h4 чёрная пешка · b3 белая пешка · h3 белая пешка · b2 белая пешка · c2 белая пешка · f2 белая пешка · g2 белая пешка · f1 белый король | g8 белая ладья · a7 чёрная пешка · d7 чёрная ладья · g7 чёрный слон · h7 чёрный король · c6 чёрная пешка · f6 чёрная пешка · e5 чёрная пешка · f5 белый конь · g5 чёрная пешка · b4 чёрная пешка · e4 белая пешка · h4 чёрная пешка · b3 белая пешка · h3 белая пешка · b2 белая пешка · c2 белая пешка · f2 белая пешка · g2 белая пешка · f1 белый король | g8 белая ладья · a7 чёрная пешка · d7 чёрная ладья · g7 чёрный слон · h7 чёрный король · c6 чёрная пешка · f6 чёрная пешка · e5 чёрная пешка · f5 белый конь · g5 чёрная пешка · b4 чёрная пешка · e4 белая пешка · h4 чёрная пешка · b3 белая пешка · h3 белая пешка · b2 белая пешка · c2 белая пешка · f2 белая пешка · g2 белая пешка · f1 белый король | g8 белая ладья · a7 чёрная пешка · d7 чёрная ладья · g7 чёрный слон · h7 чёрный король · c6 чёрная пешка · f6 чёрная пешка · e5 чёрная пешка · f5 белый конь · g5 чёрная пешка · b4 чёрная пешка · e4 белая пешка · h4 чёрная пешка · b3 белая пешка · h3 белая пешка · b2 белая пешка · c2 белая пешка · f2 белая пешка · g2 белая пешка · f1 белый король | g8 белая ладья · a7 чёрная пешка · d7 чёрная ладья · g7 чёрный слон · h7 чёрный король · c6 чёрная пешка · f6 чёрная пешка · e5 чёрная пешка · f5 белый конь · g5 чёрная пешка · b4 чёрная пешка · e4 белая пешка · h4 чёрная пешка · b3 белая пешка · h3 белая пешка · b2 белая пешка · c2 белая пешка · f2 белая пешка · g2 белая пешка · f1 белый король | g8 белая ладья · a7 чёрная пешка · d7 чёрная ладья · g7 чёрный слон · h7 чёрный король · c6 чёрная пешка · f6 чёрная пешка · e5 чёрная пешка · f5 белый конь · g5 чёрная пешка · b4 чёрная пешка · e4 белая пешка · h4 чёрная пешка · b3 белая пешка · h3 белая пешка · b2 белая пешка · c2 белая пешка · f2 белая пешка · g2 белая пешка · f1 белый король | 2 |
| 1 | g8 белая ладья · a7 чёрная пешка · d7 чёрная ладья · g7 чёрный слон · h7 чёрный король · c6 чёрная пешка · f6 чёрная пешка · e5 чёрная пешка · f5 белый конь · g5 чёрная пешка · b4 чёрная пешка · e4 белая пешка · h4 чёрная пешка · b3 белая пешка · h3 белая пешка · b2 белая пешка · c2 белая пешка · f2 белая пешка · g2 белая пешка · f1 белый король | g8 белая ладья · a7 чёрная пешка · d7 чёрная ладья · g7 чёрный слон · h7 чёрный король · c6 чёрная пешка · f6 чёрная пешка · e5 чёрная пешка · f5 белый конь · g5 чёрная пешка · b4 чёрная пешка · e4 белая пешка · h4 чёрная пешка · b3 белая пешка · h3 белая пешка · b2 белая пешка · c2 белая пешка · f2 белая пешка · g2 белая пешка · f1 белый король | g8 белая ладья · a7 чёрная пешка · d7 чёрная ладья · g7 чёрный слон · h7 чёрный король · c6 чёрная пешка · f6 чёрная пешка · e5 чёрная пешка · f5 белый конь · g5 чёрная пешка · b4 чёрная пешка · e4 белая пешка · h4 чёрная пешка · b3 белая пешка · h3 белая пешка · b2 белая пешка · c2 белая пешка · f2 белая пешка · g2 белая пешка · f1 белый король | g8 белая ладья · a7 чёрная пешка · d7 чёрная ладья · g7 чёрный слон · h7 чёрный король · c6 чёрная пешка · f6 чёрная пешка · e5 чёрная пешка · f5 белый конь · g5 чёрная пешка · b4 чёрная пешка · e4 белая пешка · h4 чёрная пешка · b3 белая пешка · h3 белая пешка · b2 белая пешка · c2 белая пешка · f2 белая пешка · g2 белая пешка · f1 белый король | g8 белая ладья · a7 чёрная пешка · d7 чёрная ладья · g7 чёрный слон · h7 чёрный король · c6 чёрная пешка · f6 чёрная пешка · e5 чёрная пешка · f5 белый конь · g5 чёрная пешка · b4 чёрная пешка · e4 белая пешка · h4 чёрная пешка · b3 белая пешка · h3 белая пешка · b2 белая пешка · c2 белая пешка · f2 белая пешка · g2 белая пешка · f1 белый король | g8 белая ладья · a7 чёрная пешка · d7 чёрная ладья · g7 чёрный слон · h7 чёрный король · c6 чёрная пешка · f6 чёрная пешка · e5 чёрная пешка · f5 белый конь · g5 чёрная пешка · b4 чёрная пешка · e4 белая пешка · h4 чёрная пешка · b3 белая пешка · h3 белая пешка · b2 белая пешка · c2 белая пешка · f2 белая пешка · g2 белая пешка · f1 белый король | g8 белая ладья · a7 чёрная пешка · d7 чёрная ладья · g7 чёрный слон · h7 чёрный король · c6 чёрная пешка · f6 чёрная пешка · e5 чёрная пешка · f5 белый конь · g5 чёрная пешка · b4 чёрная пешка · e4 белая пешка · h4 чёрная пешка · b3 белая пешка · h3 белая пешка · b2 белая пешка · c2 белая пешка · f2 белая пешка · g2 белая пешка · f1 белый король | g8 белая ладья · a7 чёрная пешка · d7 чёрная ладья · g7 чёрный слон · h7 чёрный король · c6 чёрная пешка · f6 чёрная пешка · e5 чёрная пешка · f5 белый конь · g5 чёрная пешка · b4 чёрная пешка · e4 белая пешка · h4 чёрная пешка · b3 белая пешка · h3 белая пешка · b2 белая пешка · c2 белая пешка · f2 белая пешка · g2 белая пешка · f1 белый король | 1 |
|   | a | b | c | d | e | f | g | h |   |

В 1951 г. Аронин участвовал в 19-м чемпионате СССР, выполнявшем также функцию зонального турнира. В последнем туре он играл белыми с В. В. Смысловым. Партия была отложена с большим перевесом у Аронина. Во время доигрывания Аронин пошел на размен всех фигур, полагая, что пешечный эндшпиль выигран для белых (см. диаграмму): 43. Л:g7+ Л:g7 44. К:g7 Кр:g7 45. g4. Аронин считал, что королевский фланг заблокирован и черные должны играть 45... Крf7?, на что последует 46. Крe2 Крe6 47. Крd3 Крd6 48. Крc4 a5 49. f3 Крd7 50. Крc5 Крc7 51. c3 bc 52. bc Крb7 53. Крd6 Крb6 54. c4 Крb7 55. c5, и белые выигрывают. Однако Смыслов лучше проанализировал отложенную позицию и придумал хитрую ловушку, которой не заметил Аронин, когда планировал размен фигур. Смыслов сыграл 45... hg, а после 46. fg — 46... g4!! Выясняется, что теперь белые не могут пойти королем на ферзевый фланг, чтобы завоевать слабые пешки противника, потому что у черных всегда есть угроза прорыва путем f6—f5. Последовало еще 47. h4 c5 48. Крe2 Крh7 49. Крd3 Крh6 50. c3 (плохо 50. Крc4? f5! 51. Крd3 f4 52. gf ef или 51. ef e4! 52. c3 a5 53. Кр:c5 e3, и черные выигрывают) 50... a5 51. cb ab, и противники согласились на ничью. К победе вело 43. Лe8! Крg6 44. Лe7! Л:e7 45. К:e7+, и белые должны выиграть эндшпиль, потому что их конь намного сильнее стесненного слона.
В результате Аронин разделил 9—10 места (в случае победы он догонял большую группу участников, участвовавшую в дележе 6-го места), что, впрочем, все равно давало ему право участвовать в межзональном турнире (П. П. Керес, В. В. Смыслов и Д. И. Бронштейн, занявшие более высокие места, уже имели места в турнире претендентов, также выше Аронина оказался действующий чемпион мира М. М. Ботвинник). Однако неудачно сыгравший в том же турнире гроссмейстер А. А. Котов использовал свои связи в руководстве Спорткомитета СССР и добился исключения Аронина из числа участников межзонального турнира, а сам занял его место.
Аронин был чрезвычайно впечатлительным человеком. Тот же гроссмейстер Котов, публикуя очерк об Аронине в книге «Советская шахматная школа», отмечал, что тот «психологически неустойчив, поражения действуют на него деморализующе». Аронин все время находился под впечатлением от упущенной победы в партии со Смысловым и несправедливого решения спортивного руководства. По свидетельству Авербаха, Аронин «настолько сильно переживал случившееся, что у него проявилась шизофрения. Сначала — инфарктомания, потом — ракомания. Он попал в психиатрическую больницу, после инъекций у него нарушился обмен веществ: он стал невероятно толстеть».

## Спортивные результаты
| Год                       | Город                           | Соревнование                                                        | +  | − | =  | Результат | Место             |
| ------------------------- | ------------------------------- | ------------------------------------------------------------------- | -- | - | -- | --------- | ----------------- |
| 1945                      | Ереван                          | Всесоюзный турнир 1-й категории                                     |    |   |    |           | 1                 |
|                           | Москва                          | Полуфинал 14-го чемпионата СССР                                     | 5  | 5 | 5  | 7½ из 15  | 8—9               |
| 1946                      | Каунас                          | Всесоюзный турнир кандидатов в мастера спорта                       | 9  | 1 | 4  | 11 из 14  | 1                 |
|                           | Киев                            | Чемпионат Украинской ССР                                            |    |   |    | 13½ из 17 | 2                 |
|                           | Тбилиси                         | Полуфинал 15-го чемпионата СССР                                     | 6  | 1 | 10 | 11 из 17  | 2—3               |
| 1947                      | Куйбышев                        | Чемпионат РСФСР                                                     |    |   |    | 7½ из 13  | 5                 |
|                           | Ленинград                       | 15-й чемпионат СССР                                                 | 3  | 8 | 8  | 7 из 19   | 17—18             |
|                           | Москва                          | Чемпионат Москвы                                                    | 4  | 3 | 7  | 7½ из 14  | 6—8               |
|                           | Ленинград                       | Полуфинал 16-го чемпионата СССР                                     | 9  | 2 | 4  | 11 из 15  | 1                 |
| 1948                      | Саратов                         | Чемпионат РСФСР                                                     |    |   |    | 8½ из 15  | 5—6               |
|                           | Ленинград                       | Командный чемпионат СССР (сборная РСФСР, 5-я доска)                 | 1  | 2 | 3  | 2½ из 6   | Команда — 3-я     |
|                           | Москва                          | 16-й чемпионат СССР                                                 | 2  | 8 | 8  | 6 из 18   | 18—19             |
| 1949                      | Москва                          | Полуфинал 17-го чемпионата СССР                                     | 9  | 3 | 4  | 11 из 16  | 1                 |
|                           | Ярославль                       | Чемпионат РСФСР                                                     |    |   |    | 8 из 13   | 5—8               |
|                           | Москва                          | 17-й чемпионат СССР                                                 | 4  | 3 | 12 | 10 из 19  | 9—10              |
| 1950                      | Горький                         | Чемпионат РСФСР                                                     |    |   |    | 7½ из 11  | 2—4               |
|                           | Чебоксары                       | Командный чемпионат РСФСР (сборная Куйбышевской области, 1-я доска) |    |   |    |           |                   |
|                           | Горький                         | Полуфинал 18-го чемпионата СССР                                     | 8  | 2 | 5  | 10½ из 15 | 1                 |
|                           | Москва                          | 18-й чемпионат СССР                                                 | 9  | 4 | 4  | 11 из 17  | 2—4               |
| 1951                      | Ленинград                       | Турнир памяти М. И. Чигорина                                        | 7  | 3 | 3  | 8½ из 13  | 2—3               |
|                           | Львов                           | Полуфинал 19-го чемпионата СССР                                     |    |   |    |           |                   |
|                           | Тбилиси                         | Командный чемпионат СССР (сборная РСФСР, 5-я доска)                 |    |   |    |           | Команда — чемпион |
|                           | Москва                          | 19-й чемпионат СССР                                                 | 6  | 5 | 6  | 9 из 17   | 9—10              |
| 1952                      | Тула                            | Чемпионат РСФСР                                                     |    |   |    | 8½ из 13  | 1—2               |
|                           | Сочи                            | Полуфинал 20-го чемпионата СССР                                     | 6  | 2 | 9  | 10½ из 17 | 2—4               |
|                           | Москва                          | 20-й чемпионат СССР                                                 | 3  | 4 | 12 | 9 из 19   | 12—13             |
| 1953                      | Саратов                         | Чемпионат РСФСР                                                     |    |   |    | 9½ из 15  | 3—4               |
|                           | Минск                           | Командное первенство ВЦСПС                                          |    |   |    |           |                   |
| 1954                      | Рига                            | Командный чемпионат СССР (сборная ДСО «Локомотив», ?-я доска)       | 5  | 2 | 3  | 6½ из 10  |                   |
| 1955                      | Ленинград                       | Чемпионат РСФСР                                                     | 3  | 1 | 13 | 9½ из 17  | 5—8               |
| 1956                      | Москва                          | Финал всесоюзного массового турнира                                 |    |   |    |           |                   |
|                           | Ленинград                       | Полуфинал 24-го чемпионата СССР                                     | 6  | 2 | 11 | 11½ из 19 | 1—5               |
| 1957                      | Москва                          | 24-й чемпионат СССР                                                 | 6  | 5 | 10 | 11 из 21  | 10—11             |
|                           | Тбилиси                         | Зональный турнир 25-го чемпионата СССР                              | 10 | 1 | 8  | 14 из 19  | 2                 |
|                           | Вена                            | Командный чемпионат Европы (сборная СССР, запасной)                 | 1  | 1 | 1  | 1½ из 3   | Команда — чемпион |
|                           | София                           | Матч Болгария — РСФСР (против Н. Минева)                            | 1  | 1 | 0  | 1 из 2    |                   |
|                           | Ленинград                       | Полуфинал 25-го чемпионата СССР                                     | 6  | 1 | 12 | 12 из 19  | 3—4               |
| 1959                      | Воронеж                         | Чемпионат РСФСР                                                     |    |   |    | 9½ из 16  | 5—8               |
|                           | Москва                          | Международный турнир ЦШК СССР                                       | 1  | 2 | 8  | 5 из 11   | 7—9               |
|                           | Москва                          | II Спартакиада народов СССР (сборная РСФСР, 3-я доска)              | 3  | 1 | 2  | 4 из 6    |                   |
| 1961                      | Москва                          | Международный турнир ЦШК СССР                                       | 4  | 2 | 5  | 6½ из 11  | 4                 |
|                           | Москва                          | Чемпионат Москвы                                                    | 7  | 2 | 8  | 11 из 17  | 3—5               |
| 1962                      | Ленинград                       | Командный чемпионат СССР (сборная Москвы, 6-я доска)                |    |   |    |           | Команда — 3-я     |
|                           | Рига                            | Полуфинал 30-го чемпионата СССР                                     |    |   |    |           |                   |
|                           | Москва                          | Международный турнир ЦШК СССР                                       | 1  | 6 | 8  | 5 из 15   | 15                |
|                           | Ереван                          | 30-й чемпионат СССР                                                 | 7  | 5 | 7  | 10½ из 19 | 7—8               |
| 1963                      | Алма-Ата                        | Полуфинал 31-го чемпионата СССР                                     | 5  | 4 | 6  | 8 из 15   | 7                 |
| 1965                      | Москва                          | Чемпионат Москвы                                                    |    |   |    | 10½ из 15 | 1                 |
| 1966                      | Москва                          | Командный чемпионат СССР (сборная ДСО «Локомотив», ?-я доска)       |    |   |    |           |                   |
| 1969                      | Воронеж                         | Полуфинал 37-го чемпионата СССР                                     |    |   |    |           |                   |
| СОРЕВНОВАНИЯ ПО ПЕРЕПИСКЕ |                                 |                                                                     |    |   |    |           |                   |
| 1957—1960                 | 4-й чемпионат СССР по переписке | 4-й чемпионат СССР по переписке                                     | 4  | 1 | 10 | 9 из 15   | 4                 |